# Družina Hilda
Družina Hilda je skupina asteroidov, katerih velika polos meri med 3,7 a.e. in 4,2 a.e., izsrednost tira je večja od 0,07 in naklon tira je manjši od 20°. Ta skupina ne tvori prave družine asteroidov, v tem smislu, da ne izhajajo iz skupnega starševskega objekta. To je t. i. dinamična družina, ki jo sestavljajo asteroidi, ki so v 2:3 orbitalni resonanci z Jupitrom. Njihove tirnice so skoraj krožnice. Okoli Sonca se asteroidi gibljejo tako, da so periheliji njihovih tirnic vedno nasproti Jupitru ali pa so 60° pred ali za njim (Lagrangeevi točki L4 in L5). Na ta način so razdeljeni v tri skupine (glej sliko desno).

## Značilnosti
Največji asteroid te družine je 153 Hilda, ki je dal družini tudi ime. Ima 170 km v premeru. Asteroidi te družine so v orbitalni resonance 3 : 2 z Jupitrom. To pomeni, da so njihove obhodne dobe 2/3 Jupitrove. Vzdolž tirnice se gibljejo na razdalji okoli 4,0 a.e. V nasprotju z trojanskimi asteroidi lahko imajo katerokoli razliko v longitudi z Jupitrom, na da bi se pri tem nevarno približali planetu. Asteroidi družine Hilda so porazdeljeni v obliki trikotnika (hildški trikotnik), ki ima stranice široke okoli 1 a.e., na vrhu trikotnika pa je širina za 20 do 40 % večja. Hildši trikotnik je stabilen tudi v daljšem obdobju.
Telesa iz družine Hilda imajo retrogradno gibanje perihelija. V povprečju je hitrost gibanja perihelija večja pri tistih asteroidih, ki imajo manjšo izsrednost. Pri tem pa se vozli gibljejo počasneje. Ko pridejo v bližino Jupitra, ta nanje vpliva tako, da jim destabilizira tirnico. V daljšem času se elementi tirnic tako popravijo, da do tega ne prihaja več. Do konjunkcije z Jupitrom prihaja samo v bližini perihelija. 
Ker se hildški trikotnik vrti v povezavi z Jupitrom, se opažajo približno periodični valovi v gostoti asteroidov. To izgleda, kot da bi trikotnik «dihal». Gostota asteroidov v vrhovih trikotnika je dvakrat večja kot na njegovih stranicah. Asteroidi ostanejo v afeliju na vrhovih trikotnika v povprečju 5,0 do 5,5 let, vzdolž stranic pa se gibljejo hitreje (2,5 do 3,0 let). Povprečna obhodna doba je okoli 7,9 let. Trikotnik ima vse stranice skoraj enake. Zaradi izsrednosti Jupitrove tirnice je stranica točk L4 – L5 malo drugačna. Ko je Jupiter v afeliju, je srednja hitrost gibanja vzdolž te stranice malo manjša v primerjavi s hitrostjo gibanja vzdolž drugih dveh stranic. Ko je Jupiter v periheliju, je vse obrnjeno. 
V vrhovih trikotnika na točkah L4 in L5 prihajajo asteroidi v bližino trojanskih asteroidov. V sredini stranic pridejo tudi zelo blizu zunanjemu delu glavnega asteroidnega pasu. Razpršenost v hitrosti je lepše vidna kot pri trojancih. Razpršenost v naklonu tirnic trojancev je dvakrat večja kot pri asterodih družine Hilda. 